# Campeonato Africano de Atletismo de 2016 - Lançamento de martelo feminino
A prova do lançamento de martelo feminino do Campeonato Africano de Atletismo de 2016 foi disputada no dia 22 de junho  no Kings Park Stadium  em Durban, na África do Sul. Participaram da prova 14 atletas sendo que 13 concluíram a prova. 

## Recordes
Antes desta competição, os recordes mundiais e do campeonato nesta prova eram os seguintes:
|                       | Nome          | Nacionalidade | Distância | Local     | Data                |
| --------------------- | ------------- | ------------- | --------- | --------- | ------------------- |
| Recorde mundial       | Betty Heidler | Alemanha      | 79m 42cm  | Halle     | 21 de maio de 2011  |
| Recorde do campeonato | Marwa Hussein | Egito         | 66m 14cm  | Brazavile | 17 de julho de 2004 |
| Recorde africano      | Amy Sène      | Senegal       | 69m 70cm  | Forbach   | 25 de maio de 2014  |

Os seguintes recordes foram estabelecidos durante esta competição:
| Data        | Evento | Atleta   | Nacionalidade | Distância | Notas                 |
| ----------- | ------ | -------- | ------------- | --------- | --------------------- |
| 22 de junho | Final  | Amy Sène | Senegal       | 68m 35cm  | Recorde do campeonato |

## Medalhistas
| Ouro           | Prata                  | Bronze              |
| Amy Sène (SEN) | Laetitia Bambara (BUR) | Sarah Bensaad (TUN) |

## Cronograma
Todos os horários são locais (UTC+2). 
| Data        | Hora  | Evento |
| ----------- | ----- | ------ |
| 22 de junho | 18:05 | Final  |

## Resultado final
| Posição           | Atleta            | Nacionalidade   | Distância | Notas                 |
| ----------------- | ----------------- | --------------- | --------- | --------------------- |
| Medalha de ouro   | Amy Sène          | Senegal         | 68.35     | Recorde do campeonato |
| Medalha de prata  | Laetitia Bambara  | Burquina Fasso  | 68.12     |                       |
| Medalha de bronze | Sarah Bensaad     | Tunísia         | 62.53     |                       |
| 4                 | Soukaina Zakkour  | Marrocos        | 61.85     |                       |
| 5                 | Zouina Bouzebra   | Argélia         | 61.62     | Recorde nacional      |
| 6                 | Jennifer Batu     | Congo           | 60.00     |                       |
| 7                 | Mara Cumming      | África do Sul   | 55.48     |                       |
| 8                 | Aya Adly          | Egito           | 55.40     |                       |
| 9                 | Chene Coetzee     | África do Sul   | 50.46     |                       |
| 10                | Rebecca Kerubo    | Quênia          | 48.68     |                       |
| 11                | Andrea Vahoua     | Costa do Marfim | 48.18     |                       |
| 12                | Melissa Arlanda   | Ilhas Maurícias | 45.89     |                       |
| 13                | Adtridge Samoisy  | Ilhas Maurícias | 44.50     |                       |
| 14                | Stefanie Greyling | África do Sul   | DNS       |                       |

Legenda
| Recorde mundial       | Recorde mundial (World record)               |                       | Recorde africano                      | Recorde africano (African) |                                           | Q | Classificado por posição (Qualified) |
| Recorde do campeonato | Recorde do campeonato (Championship record)  | Recorde da América    | Recorde da América (Americas)         | q                          | Classificado por melhor tempo (Qualified) |   |                                      |
| Melhor marca do ano   | Melhor marca do ano (World leading)          | Recorde asiático      | Recorde asiático (Asian)              | DNS                        | Não largou (Did not start)                |   |                                      |
| Recorde nacional      | Recorde nacional (National record)           | Recorde europeu       | Recorde europeu (European)            | DNF                        | Não terminou (Did not finish)             |   |                                      |
| Recorde pessoal       | Recorde pessoal do atleta (Personal best)    | Recorde da Oceania    | Recorde da Oceania (Oceania)          | DSQ / DQ                   | Desclassificado (Disqualified)            |   |                                      |
| Recorde da temporada  | Recorde da temporada do atleta (Season best) | Recorde sul-americano | Recorde sul-americano (South America) | NM                         | Sem marca (No mark)                       |   |                                      |